# Municipis de la República Sèrbia

Municipis de la República Sèrbia (en blau).

Regions de la República Sèrbia, amb les capitals.

Segons la "Llei d'Organització Territorial i Autogovern Local" de 1994, la República Sèrbia estava formada per 80 municipalitats. Després dels acords de Dayton, però, es va refer aquesta organització en les 64 municipalitats que hi ha actualment.

## Llista de municipis
1. Banja Luka (Estatut de ciutat)
2. Berkovići
3. Bijeljina (Estatut de ciutat)
4. Bileća
5. Bratunac
6. Brod
7. Čajniče
8. Čelinac
9. Derventa
10. Doboj (Estatut de ciutat)
11. Donji Žabar (coneguda anteriorment com a Srpsko Orašje)
12. Foča (coneguda anteriorment com a Srbinje)
13. Gacko
14. Gradiška
15. Han Pijesak
16. Istočna Ilidža (coneguda anteriorment com a Srpska Ilidža)
17. Istočni Drvar (coneguda anteriorment com a Srpski Drvar)
18. Istočni Mostar (coneguda anteriorment com a Srpski Mostar)
19. Istočno Novo Sarajevo (coneguda anteriorment com a Lukavica i Srpsko Novo Sarajevo)
20. Istočni Stari Grad (coneguda anteriorment com a Srpski Stari Grad)
21. Istočno Sarajevo (Estatut de ciutat, coneguda anteriorment com a Srpsko Sarajevo)
22. Jezero
23. Kalinovik
24. Kneževo
25. Kostajnica (coneguda anteriorment com a Srpska Kostajnica)
26. Kotor Varoš
27. Kozarska Dubica
28. Krupa na Uni
29. Kupres
30. Laktaši
31. Lopare
32. Ljubinje
33. Milići
34. Modriča
35. Mrkonjić Grad
36. Nevesinje
37. Novi Grad
38. Novo Goražde (coneguda anteriorment com a Ustiprača i Srpsko Goražde)
39. Osmaci
40. Oštra Luka (coneguda anteriorment com a Srpski Sanski Most)
41. Pale
42. Pelagićevo
43. Petrovac
44. Petrovo
45. Prijedor (Estatut de ciutat)
46. Prnjavor
47. Ribnik (coneguda anteriorment com a Srpski Ključ)
48. Rogatica
49. Rudo
50. Sokolac
51. Srbac
52. Srebrenica
53. Stanari
54. Šamac
55. Šekovići
56. Šipovo
57. Teslić
58. Trebinje (estatut de ciutat)
59. Trnovo
60. Ugljevik
61. Višegrad
62. Vlasenica
63. Vukosavlje
64. Zvornik